# Горбуни
Горбуни́ (рос. Горбуны) — присілок у складі Щолковського міського округу Московської області, Росія.

## Населення
Населення — 49 осіб (2010; 25 у 2002).
Національний склад (станом на 2002 рік):
- росіяни — 96 %